# The Freewheelin' Bob Dylan
The Freewheelin' Bob Dylan es el segundo álbum de estudio del músico estadounidense Bob Dylan, publicado por la compañía discográfica Columbia Records en mayo de 1963. Once de las trece canciones del álbum son composiciones de Dylan, incluyendo el tema «Blowin' in the Wind», convertido en uno de los himnos pacifistas de la década de 1960 y en un éxito nacional en manos del trío Peter, Paul and Mary, que versionó la canción el mismo año. 
The Freewheelin', producido por John H. Hammond y Tom Wilson y grabado en los Columbia Studios de Nueva York, incluyó también canciones de temática sociopolítica sobre los derechos civiles e inquietudes sobre el miedo a una guerra nuclear. Como contrapunto a este material, el álbum también presentó baladas y material dotado de un humor surrealista. El éxito del álbum en la escena folk de Nueva York consolidó la carrera musical de Dylan y lo llevó a ser nombrado como «portavoz de una generación», una etiqueta que el músico repudió públicamente.
Tras su publicación, The Freewheelin' Bob Dylan alcanzó el puesto 22 en la lista estadounidense Billboard 200, país donde la RIAA lo certificó disco de platino, así como el primer puesto en la lista de discos más vendidos del Reino Unido. También fue destacado por biógrafos y críticos musicales por incluir canciones como «Girl from the North Country», «Masters of War», «A Hard Rain's a-Gonna Fall» y «Don't Think Twice, It's All Right», situadas entre las mejores composiciones de Dylan y convertidas en clásicos de la escena folk de los años 60. En 2002, fue una de las cincuenta grabaciones elegidas por la Biblioteca del Congreso de los Estados Unidos para incluirse en el Registro Nacional de Grabaciones. Un año después, fue situado en el puesto 97 de la lista de los 500 mejores álbumes de todos los tiempos según la revista Rolling Stone.

## Trasfondo

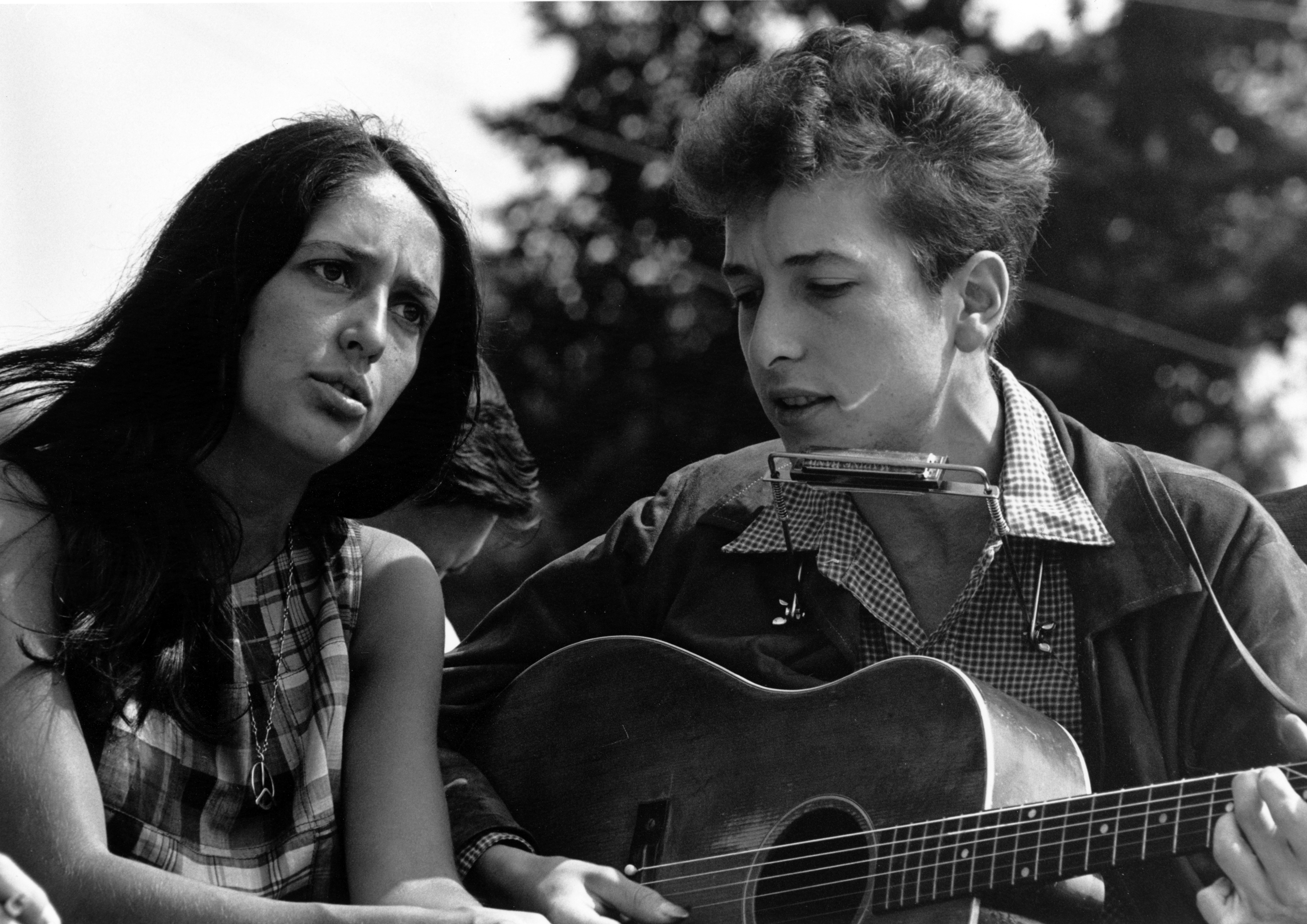
Bob Dylan ascendió a la fama por sus composiciones de trasfondo sociopolítico. En la imagen, Dylan con Joan Baez en la Marcha sobre Washington por el trabajo y la libertad (agosto de 1963). Por Rowland Scherman.

Varios críticos señalaron la relación sentimental de Bob Dylan con Suze Rotolo como el punto de comienzo de su carrera compositiva: al respecto, el biógrafo Clinton Heylin relacionó la presencia de temas sociopolíticos en sus composiciones con la convivencia de ambos en un apartamento de West 4th Street desde enero de 1962. Además, los padres de Rotolo estaban relacionados con la izquierda política de su país, ya que ambos eran miembros del Partido Comunista, cuya ideología también influía en su hija. El propio Dylan reconoció la influencia de Rotolo en una entrevista: «Suze estaba en esta cosa de la igualdad y la libertad antes de que yo lo estuviera. Verificaba mis canciones con ella».
Su relación sentimental también proporcionó una importante dinámica emocional en las canciones de The Freewheelin'. Después de seis meses de convivencia, Rotolo aceptó la propuesta de su madre para que viajara a Italia a estudiar arte. Durante su ausencia, Dylan solía escribirle largas cartas diciéndole que tenía la esperanza de que regresara pronto a Nueva York. Después de posponer su retorno varias veces, Rotolo volvió finalmente en enero de 1963. Biógrafos y críticos musicales como Heylin señalaron las baladas de The Freewheelin' como una «expresión de añoranza y pérdida en la tensa relación entre ambos». En su autobiografía, Rotolo explicó que las novias de los músicos eran habitualmente descritas como «muñecas» y que ella estaba resentida por ser considerada «una posesión de Bob, que era el centro de atención».
La velocidad y facilidad con la que Dylan comenzó a escribir canciones, después de iniciar su carrera versionando y adaptando temas tradicionales de su país, atrajo la atención de otros músicos en la escena folk de Nueva York. Al respecto, Pete Seeger describió a Dylan en junio de 1962 como «el compositor más prolífico en la escena». Según Seeger, una vez que le preguntó cuántas canciones había escrito recientemente, Dylan respondió: «Puedo estar dos semanas sin escribir estas canciones. Escribo mucho material. De hecho, escribí cinco canciones la última noche pero dejé los papeles en un lugar llamado The Bitter End». Dylan también expresó la idea de que las canciones ya estaban en su mente. Sobre este aspecto, comentó en una entrevista para la revista Sing Out!: «Las canciones están ahí. Existen por sí mismas a la espera de que alguien las escriba. Acabo de ponerlas en el papel. Si no lo hago yo, alguien más lo haría».

## Sesiones de grabación

### Grabaciones en Nueva York
Tanto la crítica como el público no prestaron especial atención al álbum debut de Dylan, que solo vendió 5000 copias en su primer año. Como reproche hacia John Hammond, productor de Columbia que había fichado al músico para la discográfica, algunos compañeros dentro de la empresa solían llamar al cantante como «el protegido de Hammond» y comenzaron a sugerir que cancelaran su contrato. Sin embargo, el productor defendió a Dylan y se comprometió a que su segundo álbum fuese un éxito. Con estos precedentes, la grabación de The Freewheelin' Bob Dylan tuvo lugar en el transcurso de un año, desde abril de 1962 hasta abril de 1963, y fue recopilado usando material registrado durante ocho sesiones en los estudios de la discográfica, situados en la Séptima Avenida de Nueva York.
Dylan comenzó a trabajar en su segundo álbum el 24 de abril de 1962 en el estudio A de Columbia Records en Nueva York. El disco fue provisionalmente titulado Bob Dylan's Blues, y continuó usándose como título de trabajo hasta julio de 1962, fecha en la que adoptó el nombre definitivo. En su primera sesión, grabó cuatro composiciones nuevas —«Talkin' John Birch Paranoid Blues», «The Death of Emmett Till», «Sally Gal» y «Rambling, Gambling Willie»—, dos canciones tradicionales —«Going to New Orleans» y «Corrina, Corrina»— y el tema de Hank Williams «(I Heard That) Lonesome Whistle».
Al día siguiente, regresó al estudio A para grabar otras composiciones recientes —«Let Me Die in My Footsteps», «Rocks and Gravel», «Talking Hava Negiliah Blues» y «Talking Bear Mountain Picnic Massacre Blues»— y dos nuevas tomas de «Sally Gal». También registró varias tomas del tradicional «Wichita», del tema de Big Joe Williams «Baby, Please Don't Go» y de la canción de Robert Johnson «Milk Cow's Calf's Blues». Debido a la rápida evolución del músico en materia compositiva, ninguna de las canciones grabadas en ambas sesiones fueron incluidas en The Freewheelin'.
Dylan retomó su trabajo en el mismo estudio de Columbia el 9 de julio, día en el que grabó «Blowin' in the Wind», una canción que interpretó por primera vez en directo el 16 de abril en el Gerde's Folk City. El mismo día también grabó «Bob Dylan's Blues», «Down the Highway» y «Honey, Just Allow Me One More Chance», todas incluidas en The Freewheelin', así como otra composición propia, «Baby, I'm in the Mood for You», finalmente descartada.
Durante la grabación del álbum, Dylan conoció a Albert Grossman, un empresario que comenzó a mostrar interés por la escena folk de Greenwich Village y que acabó siendo representante de varios grupos y artistas como Peter, Paul & Mary, Janis Joplin y The Band. Grossman le persuadió para abandonar Duchess Music, con quien tenía un acuerdo desde enero de 1962, y firmar un nuevo contrato con Witmark Music, una división de la editorial musical de Warner Music dedicada a gestionar derechos de autor. Dylan firmó con Witmark el 13 de julio de 1962, mientras el empresario negociaba otro acuerdo con la editorial a espaldas del músico. Dicha negociación paralela le otorgó a Grossman el 50 % de los ingresos generados por los derechos de publicación de cualquier músico que el mánager llevaba a la empresa, incluyendo los de Dylan. Este «acuerdo secreto», con el cual Grossman obtenía unos beneficios superiores a los del músico, provocó una larga batalla legal entre ambos en la siguiente década.
Un mes después, el 20 de agosto de 1962, Grossman se convirtió finalmente en su representante legal. Dado que Dylan tenía menos de veintiún años cuando firmó su contrato con CBS, Grossman sostuvo que no era válido e intentó renegociarlo con la compañía. En cambio, Hammond respondió invitando al músico a su oficina y persuadiéndolo para firmar una reafirmación con la cual acordaba cumplir el contrato original. Según el biógrafo Howard Sounes, la acción del productor «neutralizó» la estrategia de Grossman y provocó cierta enemistad entre ambos.

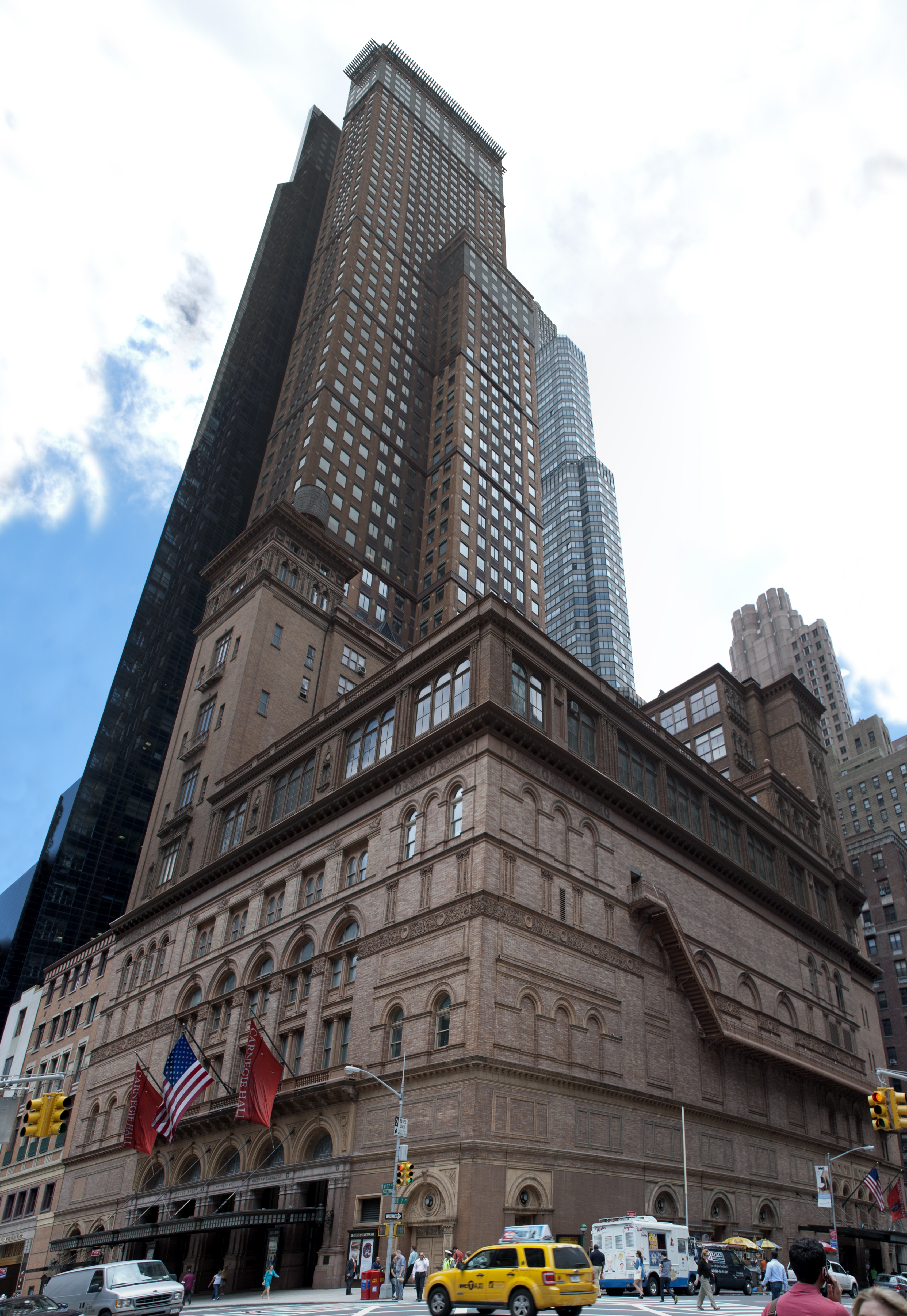
Durante la grabación de The Freewheelin en New York, Dylan tocó por primera vez en el Carnegie Hall.

El 22 de septiembre, Dylan tocó por primera vez en el Carnegie Hall de Nueva York. Para la ocasión estrenó una nueva canción, «A Hard Rain's a-Gonna Fall», un tema «complejo y poderoso» construido sobre el patrón de un estribillo con preguntas y respuestas como en la balada tradicional británica «Lord Randall». «A Hard Rain's a-Gonna Fall» ganó más resonancia a partir del 22 de octubre, un mes después, cuando el presidente John F. Kennedy apareció en la televisión nacional y anunció el descubrimiento de misiles soviéticos en Cuba, lo cual desató la crisis de los misiles en el marco de la Guerra Fría. En las notas de la contraportada de The Freewheelin', Nat Hentoff citó a Dylan diciendo que había escrito «A Hard Rain's a-Gonna Fall» como respuesta a los misiles de Cuba: «Cada verso en realidad es el comienzo de una nueva canción. Pero cuando la escribí, pensé que no tendría tiempo suficiente para escribir todas esas canciones, así que puse todo lo que pude en ésta». Sin embargo, la afirmación del músico es falsa dado que la había compuesto un mes antes de que estallara la crisis.
El 26 de octubre, tres meses después de la anterior sesión de grabación, Dylan retomó su trabajo en The Freewheelin' con la incorporación, por primera vez en su carrera, de una banda de apoyo. Acompañado de Dick Wellstood al piano, Howie Collins y Bruce Langhorne en las guitarras, Leonard Gaskin al bajo y Herb Lovelle a la batería, el músico grabó tres canciones: dos composiciones propias —«Mixed-Up Confusion» y «Corrina, Corrina»— y una versión del tema de Arthur Crudup «That's All Right», de las cuales solo una toma maestra de «Corrina, Corrina» fue incluida en The Freewheelin'. En la siguiente sesión del 1 de noviembre, Art Davis reemplazó a Gaskin al bajo y George Barnes sustituyó a Collins en la guitarra. El grupo volvió a grabar varias tomas de «Mixed-Up Confusion», «That's All Right Mama» y «Rocks and Gravel», ninguna aprovechada para el álbum.
El 14 de noviembre, trabajó de nuevo con el grupo, esta vez con Gene Ramey al bajo, y dedicó gran parte de la sexta sesión del álbum a grabar nuevas tomas de «Mixed-Up Confusion». Aunque dicha canción no apareció en The Freewheelin', fue publicada como sencillo el 14 de diciembre de 1962. A diferencia del material folk grabado entre 1961 y 1964, «Mixed-Up Confusion» incluyó un sonido rockabilly que Cameron Crowe describió como «una mirada fascinante a un artista folk con su mente vagando hacia Elvis Presley y Sun Records». El mismo día grabó una toma de «Don't Think Twice, It's All Right» incluida en el álbum, así como diversos descartes de «Ballad of Hollis Brown», «Kingsport Town» y «Whatcha Gonna Do».
La séptima y penúltima sesión de The Freewheelin' tuvo lugar el 6 de diciembre, en la cual grabó en solitario cinco nuevas canciones, tres de las cuales —«Oxford Town», «A Hard Rain's a-Gonna Fall» y «I Shall Be Free»— aparecieron en el álbum. El músico también retomó su trabajo en «Watcha Gonna Do» y registró una nueva canción, «Hero Blues», aunque ambas fueron finalmente descartadas.

### Viaje a Inglaterra
En diciembre de 1962, Dylan realizó su primer viaje al extranjero. Philip Saville, director de la televisión británica, le invitó a participar en Madhouse on Castle Street, una serie de televisión de la BBC. El músico llegó a Londres el 17 de diciembre, y una vez en el plató de grabación, interpretó «Blowin' in the Wind», «Hang Me, O Hang Me», «Cuckoo Bird» y «Ballad of the Gliding Swan». Durante su estancia en Inglaterra aprovechó para contactar con gente de la escena folk de la ciudad como Anthea Joseph, organizador del club The Troubadour, y los cantantes Martin Carthy y Bob Davenport. Al respecto, Dylan comentó en 1984: «Me encontré con algunas personas en Inglaterra que realmente conocían esas canciones [tradicionales inglesas]. Martin Carthy, otro tipo llamado [Bob] Davenport. Martin Carthy es increíble. Aprendí un montón de cosas de Martin».
Carthy enseñó a Dylan dos canciones inglesas que resultaron relevantes en The Freewhelin': el arreglo de Carthy en «Scarborough Fair» sirvió como base musical de «Girl from the North Country», mientras que la melodía de «Lady Franklin's Lament», una balada del siglo XIX conmemorando la muerte de sir John Franklin en 1847, fue usada en «Bob Dylan's Dream». Ambas canciones mostraron la capacidad de Dylan a la hora de coger melodías tradicionales y usarlas como base musical para sus propias composiciones.
Desde Inglaterra, Dylan viajó a Italia para encontrarse con Albert Grossman, que estaba de gira con Odetta. El músico también tenía la esperanza de contactar con su novia Suze Rotolo, sin saber que ella ya había salido de Italia y estaba camino de regreso a Nueva York. Debido a ello, regresó a Londres, donde ofreció varios conciertos en clubes como The Troubadour. Según Martin Carthy: «Cuando volvió de Italia, había escrito "Girl from the North Country". Vino a The Troubadour y dijo: "Hey, aquí está "Scarborough Fair" y comenzó a tocar esa cosa».

### Regreso a Nueva York

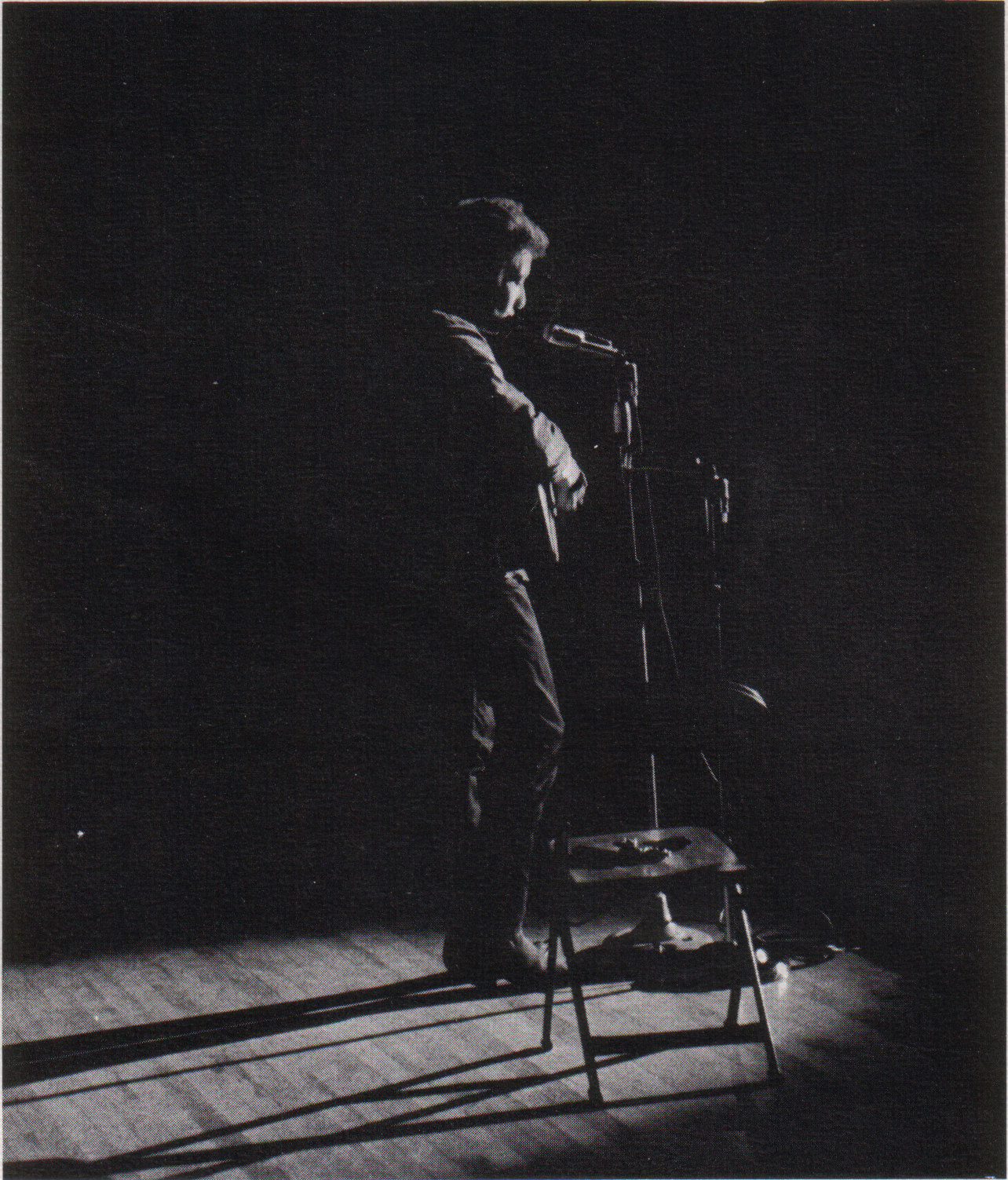
Dylan en noviembre de 1963, varios meses después del lanzamiento de The Freewheelin.

Dylan regresó a Nueva York el 16 de enero de 1963. Entre enero y febrero, grabó varias de sus más recientes composiciones en sesiones para la revista de folk Broadside, entre ellas «Masters of War», un tema antibelicista escrito en Londres. El entusiasmo de Dylan por grabar sus nuevas canciones para The Freewheelin' fue paralelo a la determinación de Albert Grossman por reemplazar a Albert Hammond como productor del álbum. Al respecto, el biógrafo Howard Sounes comentó: «Los dos hombres no podían ser más diferentes. Hammond era un WASP (blanco, anglosajón y protestante), tan relajado durante las sesiones de grabación que se sentaba con los pies sobre la mesa leyendo The New Yorker. Grossman era un hombre de negocios judío con un pasado turbio, presionando para convertirse en millonario».
Debido al enfrentamiento entre Grossman y Hammond, Columbia contrató a Tom Wilson, un productor afrodescendiente de jazz. Años más tarde, Wilson comentó sobre su paso del jazz al folk: «Ni siquiera me gustaba la música folk. Había estado grabando con Sun Ra y Coltrane... Pensé que la música folk era para tíos tontos. [Dylan] tocaba como un chico tonto, pero luego estas palabras salieron a flote. Me quedé atónito». En la sesión del 24 de abril, la primera producida por Wilson y la última del álbum, Dylan grabó diversas tomas de «Girl from the North Country», «Masters of War», «Bob Dylan's Dream», «Talkin' World War III Blues» y «Walls of Red Wing». La última fue finalmente descartada, pero las cuatro restantes fueron incluidas en la secuenciación final del disco.
Durante la grabación de The Freewheelin', Dylan tuvo otra ocasión para emerger como cantante contestatario. El músico tenía programada una aparición en el programa de televisión The Ed Sullivan Show para el 12 de mayo de 1963, en el cual iba a interpretar «Talkin' John Birch Paranoid Blues». Sin embargo, los ejecutivos de CBS Television le informaron de que su canción era «potencialmente difamatoria» para la John Birch Society. En lugar de complacer a la censura, el músico rechazó aparecer en el programa. Según varios biógrafos, esta decisión tuvo consecuencias en el lanzamiento de The Freewheelin': al respecto, Anthony Scaduto comentó que tras su rechazo a participar en The Ed Sullivan Show, los abogados de CBS se alarmaron al descubrir que la canción iba a publicarse en su nuevo disco apenas unas semanas más tarde. Los abogados presionaron a la discográfica para que la eliminara, y al final sustituyeron cuatro temas de The Freewheelin' («John Birch», «Let Me Die in My Footsteps», «Ramblin Gambling Willie» y «Rocks and Gravel») por las cuatro canciones grabadas en la última sesión del 24 de abril («Girl from the North Country», «Masters of War», «Talkin' World War III Blues» y «Bob Dylan's Dream»). Scaduto escribió también que Dylan se sintió «machacado» por ser obligado a someterse a la censura, pero no estaba en condiciones de discutir.
Por otra parte, Clinton Heylin comentó: «Sigue habiendo una creencia común de que [Dylan] fue obligado por Columbia a eliminar "Talkin' John Birch Paranoid Blues" del disco "después" de rechazar salir en The Ed Sullivan Show». Sin embargo, entre la grabación de The Ed Sullivan Show el 12 de mayo y el lanzamiento de The Freewheelin' el 27 del mismo mes, Columbia solo tenía dos semanas para mandar a fábrica la nueva versión del disco y reimprimir suficientes copias del nuevo embalaje con las que satisfacer los pedidos. Debido a la falta de tiempo, Heylin sugirió que probablemente CBS había obligado a Dylan a retirar «John Birch» del álbum algunas semanas antes, a lo que el músico respondió grabando nuevo material el 24 de abril. Tanto si las canciones fueron reemplazadas antes o después del conflicto con The Ed Sullivan Show, los críticos y biógrafos coincidieron en que el nuevo material otorgó al álbum un toque «más personal», alejado de las canciones tradicionales de folk y blues que dominaron su debut.
En años posteriores aparecieron varias ediciones de la primera impresión del LP con las cuatro canciones descartadas, a pesar de que Columbia supuestamente destruyó todas las copias durante la fase anterior al lanzamiento. Otras variantes del álbum editadas en otros países incluyeron un orden distinto de las canciones, como el caso de una versión impresa en Canadá. La primera impresión de The Freewheelin' Bob Dylan está considerado el disco más caro en los Estados Unidos, después de que una copia alcanzase los 35 000 dólares en una subasta.

## Canciones descartadas
Durante las sesiones de The Freewheelin', Dylan grabó una amplia lista de canciones, algunas de las cuales no aparecieron en la versión definitiva del álbum y quedaron archivadas. Sin embargo, desde el lanzamiento del recopilatorio The Bootleg Series Volumes 1-3 en 1991, Columbia comenzó a publicar los archivos musicales de Dylan en sucesivos recopilatorios. La siguiente tabla recopila una lista de las canciones descartadas durante las sesiones de grabación de The Freewheelin' y si han sido publicadas a lo largo de los años en álbumes oficiales del músico o por el contrario siguen permaneciendo inéditas:
| Título                                                          | Estatus |
| --------------------------------------------------------------- | --- |
| «Baby, I'm in the Mood for You»                                 | Publicada en Biograph. |
| «Baby, Please Don't Go» (Big Joe Williams)                      | Publicada en The Bootleg Series Vol. 7: No Direction Home. |
| «Ballad of Hollis Brown»                                        | Inédita. Una demo grabada meses antes apareció en The Bootleg Series Vol. 9: The Witmark Demos: 1962-1964. |
| «The Death of Emmett Till»                                      | Inédita. Una versión grabada en mayo de 1962 fue publicada en el álbum de Folkway Records Broadside Ballads, Vol. 6: Broadside Reunion bajo el seudónimo de Blind Boy Grunt, y una demo en The Bootleg Series Vol. 9 – The Witmark Demos: 1962–1964. |
| «Hero Blues»                                                    | Inédita. Una demo apareció en The Bootleg Series Vol. 9 – The Witmark Demos: 1962–1964. |
| «Going to New Orleans»                                          | Inédita. |
| «(I Heard That) Lonesome Whistle» (Hank Williams, Jimmie Davis) | Inédita. |
| «Kingsport Town» (Tradicional)                                  | Publicada en The Bootleg Series 1–3. |
| «Let Me Die in My Footsteps»                                    | Publicada en The Bootleg Series 1–3. |
| «Milk Cow's Calf's Blues» (Robert Johnson)                      | Inédita. |
| «Mixed-Up Confusion»                                            | Publicada como sencillo en 1962 y en el recopilatorio Biograph. |
| «Quit Your Lowdown Ways»                                        | Publicada en The Bootleg Series 1–3. |
| «Rambling, Gambling Willie»                                     | Publicada en The Bootleg Series 1–3. |
| «Rocks and Gravel»                                              | Inédita. Una versión acústica y en directo tocada en The Gaslight Cafe fue publicada en Live at The Gaslight 1962. |
| «Sally Gal»                                                     | Publicada en No Direction Home: The Bootleg Series Vol. 7. |
| «Talkin' Bear Mountain Picnic Massacre Blues»                   | Publicada en The Bootleg Series 1–3. |
| «Talkin' Hava Negiliah Blues»                                   | Publicada en The Bootleg Series 1–3. |
| «Talkin' John Birch Paranoid Blues»                             | Inédita. Una versión en directo interpretada en el Carnegie Hall el 26 de octubre de 1963 aparece en The Bootleg Series 1–3 y una demo en The Bootleg Series Vol. 9 – The Witmark Demos: 1962–1964.                                                  |
| «That's All Right (Mama)» (Arthur Crudup)                       | Inédita. |
| «Walls of Red Wing»                                             | Publicada en The Bootleg Series 1–3. |
| «Whatcha Gonna Do»                                              | Inédita. Una demo aparece en The Bootleg Series Vol. 9 – The Witmark Demos: 1962–1964. |
| «Wichita (Goin' to Louisiana)» (Tradicional)                    | Inédita. |
| «Worried Blues» (Tradicional)                                   | Publicada en The Bootleg Series 1–3. |

## Publicación

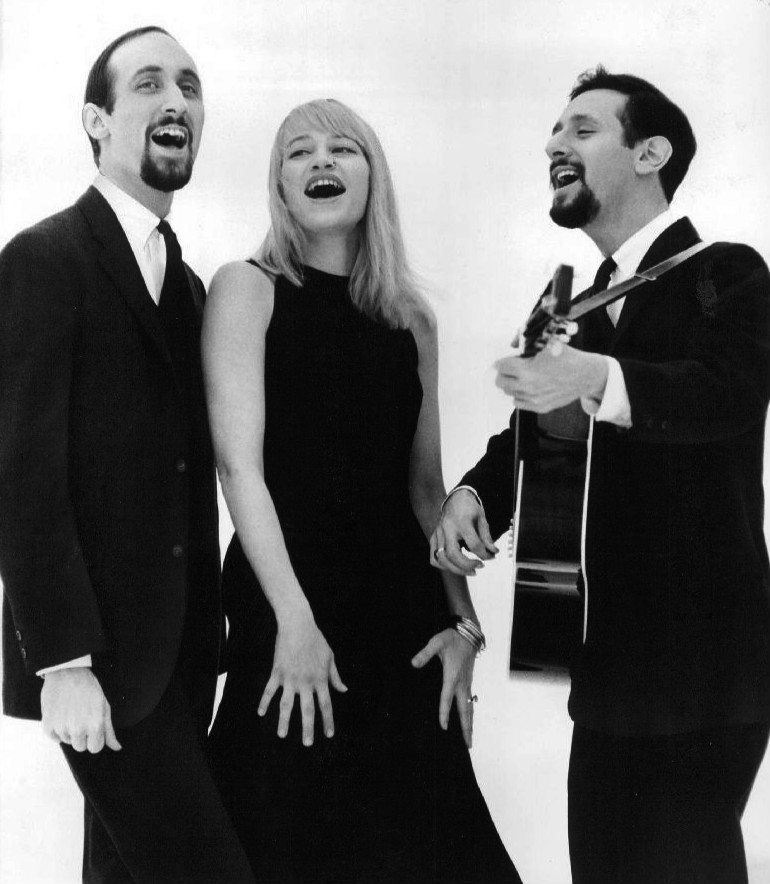
La canción «Blowin' in the Wind» fue versionada por el trío Peter, Paul & Mary, con un éxito comercial superior al de la versión original.

Dylan promocionó The Freewheelin' participando en cadenas de radio y ofreciendo conciertos en los que estrenó sus nuevas canciones. En mayo de 1963, tocó con Joan Báez en el Monterey Folk Festival, donde la cantante se unió a Dylan en el escenario para cantar a dúo «With God on Our Side». El concierto no solo dio a Dylan la oportunidad de presentar sus canciones ante un nuevo público, sino también el comienzo de una relación sentimental con Báez que Howard Sounes definió como «uno de los más célebres amores de la década».
La publicación de The Freewheelin' Bob Dylan tuvo lugar a finales de mayo de 1963. Según Anthony Scaduto, fue un éxito inmediato al vender más de 10 000 copias en un mes, frente a las 5000 de su disco debut, y otorgar al músico unos ingresos de 2500 dólares mensuales. El periodista Nat Hentoff, en un artículo sobre música folk publicado en Playboy, dedicó un amplio espacio a los logros de Dylan y le llamó «el más vital de los jóvenes citybillies».
En julio, el músico apareció en la segunda edición del Festival de Folk de Newport. Ese mismo fin de semana, la versión de «Blowin' in the Wind» realizada por Peter, Paul & Mary llegó al número dos de la lista de pop de Billboard. Báez también participó en el festival de Newport y apareció dos veces en el escenario con Dylan. La combinación el éxito de «Blowin' in the Wind» junto con el apoyo de Báez generó un mayor entusiasmo en torno a la figura de Dylan y de su nuevo trabajo. Al respecto, Tom Paxton comentó: «Ese fue un gran festival de arranque para Bob. El rumor fue creciendo exponencialmente y fue como una coronación de Bob y Joan. Eran como el rey y la reina del festival». Su amigo Bob Fass recordó que después de Newport, Dylan le dijo que «de repente no podía caminar sin un disfraz. Solía pasear e ir donde quería. Pero ahora se ha vuelto todo muy raro. La gente le seguía al baño para decir que le vieron mear».
En septiembre, el álbum entró en la lista Billboard 200 y alcanzó el puesto veintidós, mientras a nivel comercial superaba el millón de copias en los Estados Unidos. El propio Dylan reconoció The Freewheelin' como el disco que marcó el inicio de su éxito. Durante su disputa legal con Albert Grossman, el músico declaró: «Aunque no lo sabía en aquel momento, el segundo álbum estaba destinado a ser un gran éxito porque incluyó "Blowin' in the Wind"». Junto a «Blowin' in the Wind», canciones como «Girl from the North Country», «A Hard Rain's a-Gonna Fall» y «Don't Think Twice, It's All Right» fueron aclamadas como temas destacados de su catálogo musical y como pilares de su repertorio en directo durante años sucesivos. Además de obtener una notable repercusión en el mundo folk, el álbum también llegó a un público más amplio como el del grupo británico The Beatles, por entonces en la cúspide de su éxito internacional. Al respecto, John Lennon comentó: «En París en 1964 fue la primera vez que escuché a Dylan. Paul consiguió el disco de un DJ francés. Durante tres semanas en París no paramos de escucharlo. Nos volvimos locos con Dylan».

## Portada
La portada de The Freewheelin' incluyó una fotografía de Dylan con Suze Rotolo. Fue realizada por el fotógrafo Don Hunstein en febrero de 1963, pocas semanas después del regreso de Rotolo de Italia, en la esquina entre Jones Street y 4th Street en el West Village de Nueva York, cerca del apartamento en el que vivía la pareja. En 2008, Rotolo describió las circunstancias que rodearon la foto de The Freewheelin': «Él llevaba una chaqueta muy fina, porque la imagen lo era todo. Nuestro apartamento siempre estaba frío, así que yo llevaba un suéter, uno de sus suéteres grandes y voluminosos. Además de eso me puse un abrigo. Así que me sentía como una salchicha italiana. Cada vez que veo esa foto, me veo gorda». En su libro de memorias, A Frewheelin' Time, Rotolo analizó también el significado de la portada: 

Es uno de esos marcadores culturales que influyeron en el aspecto de las portadas de los discos precisamente por su espontaneidad y su sensibilidad. La mayoría de las portadas era cuidadosamente organizadas y controladas, con un efecto fabuloso en las portadas de los discos de jazz de Blue Note... y no tan fabuloso en los discos de folk y pop perfectamente planteados y de corte limpio. El que fue responsable de elegir esa fotografía para The Freewheelin' Bob Dylan realmente tenía buen ojo para una nueva moda.

El crítico Janet Maslin resumió el impacto icónico de la portada como «una fotografía que inspiró a innumerables jóvenes a encorvar sus hombros, mirar distante y dejar que las chicas se les aferrasen».

## Recepción y legado cultural
El éxito de The Freewheelin' transformó la percepción que el público tenía de Dylan: antes de su publicación, era uno entre varios cantantes de folk, mientras que después, con apenas veintidós años, comenzó a ser considerado un gran artista, incluso un portavoz del descontento de la juventud. En este sentido, Patrick Humphries escribió: «En poco más de un año, un joven plagiador había renacido como compositor de sustancia, y su primer álbum de material plenamente original consiguió que los 60 saliesen de sus inicios musicales». Janet Maslin comentó sobre el álbum: «Éstas fueron las canciones que lo establecieron como la voz de su generación. Alguien que entiende implícitamente la preocupación de los jóvenes estadounidenses sobre el desarme nuclear y el creciente movimiento por los derechos civiles: su mezcla de autoridad moral e inconformismo fue quizás el más oportuno de sus atributos».
Años después, el propio Dylan rechazó el título de «portavoz de una generación». Al respecto, llegó a sentir que era una etiqueta que los medios depositaban sobre él, y en su autobiografía Chronicles: Volume One comentó: «La prensa nunca me dejó. De vez en cuando tenía que levantarme y ofrecerme para una entrevista con el fin de que no echaran la puerta abajo. Más tarde un artículo salía a la calle con el titular: "El portavoz niega ser un portavoz". Me sentía como un pedazo de carne que alguien arrojaba a los perros».
The Freewheelin' aseguró a Dylan un «culto imparable» de aficionados que preferían la dureza de sus actuaciones a las versiones pop publicadas por otros artistas como Peter, Paul & Mary. El periodista Richard Williams sugirió que la riqueza de las imágenes en The Freewheelin' transformaron a Dylan en un actor clave para un «creciente público universitario hambriento por una mayor complejidad cultural». Al respecto, comentó: «Para los estudiantes cuyos exámenes incluían a Eliot y Yeats, aquí había algo que halagaba su expansión intelectual mientras apelaban a la rebeldía juvenil en las almas de comienzos de los sesenta. James Dean había caminado leyendo a James Joyce; aquí estaban ambos en un solo paquete, las palabras y la actitud con la música». Andy Gills añadió que en los meses entre los lanzamientos de The Freewheelin' en mayo de 1963 y de The Times They Are a-Changin' en enero de 1964, el músico se convirtió en la «propiedad más candente» de la música estadounidense y amplió las fronteras de lo que era visto como un público colegial de la música folk.
En reseñas contemporáneas, la opinión crítica sobre The Freewheelin' ha sido mayoritariamente favorable. Howard Sounes lo definió como «el primer gran álbum de Bob Dylan», mientras que una encuesta elaborada por la revista Q en 2000, el disco fue descrito como «fácilmente el mejor de los álbumes acústicos [de Dylan] y un salto espectacular con respecto a su debut, lo cual muestra el ritmo frenético con el que se movía su mente». La revista también comentó: «Se puede ver por qué este álbum atrajo la atención de The Beatles. Las canciones en su núcleo podían haber sonado como comunicados desde otro plano».
Para Patrick Humpries, «rara vez un álbum refleja de forma tan efectiva los tiempos que lo produjeron. Freewheelin' habla directamente a las preocupaciones de su público y se dirige a él de una manera madura y reflexiva: reflejó el estado de la Nación». Por otra parte, Stephen Thomas Erlewine de Allmusic escribió: «Es difícil sobreestimar la importancia de The Freewheelin' Bob Dylan, el disco que estableció firmemente a Dylan como un compositor sin parangón... Es música rica, imaginativa, capturando el sonido y el espíritu de los Estados Unidos tanto como la de Louis Armstrong, Hank Williams o Elvis Presley. Dylan, en muchos sentidos, grabó canciones que lo igualaron, pero que nunca lo superaron».
The Freewheelin' fue uno de los cincuenta primeros discos elegidos por la Biblioteca del Congreso de los Estados Unidos para incluirse en el Registro Nacional de Grabaciones. Según la Biblioteca: «Este álbum está considerado por algunos como la más importante colección de canciones originales publicadas en la década de 1960. Incluyó "Blowin' in the Wind", el himno protesta más poderoso y popular de la era». Al año siguiente, la revista Rolling Stone situó al álbum en el puesto 97 de la lista de los 500 mejores álbumes de todos los tiempos, y a la canción «Blowin' in the Wind» en la posición 14 de la lista de las 500 mejores canciones de todos los tiempos.

## Lista de canciones
Todas las canciones escritas por Bob Dylan excepto donde se anota.
| Cara A |                               |          |  |
| N.º    | Título                        | Duración |  |
| 1.     | «Blowin' in the Wind»         | 2:48     |  |
| 2.     | «Girl from the North Country» | 3:22     |  |
| 3.     | «Masters of War»              | 4:34     |  |
| 4.     | «Down the Highway»            | 3:27     |  |
| 5.     | «Bob Dylan's Blues»           | 2:23     |  |
| 6.     | «A Hard Rain's a-Gonna Fall»  | 6:55     |  |

| Cara B |                                                                  |          |  |
| N.º    | Título                                                           | Duración |  |
| 1.     | «Don't Think Twice, It's All Right»                              | 3:40     |  |
| 2.     | «Bob Dylan's Dream»                                              | 5:03     |  |
| 3.     | «Oxford Town»                                                    | 1:50     |  |
| 4.     | «Talkin' World War III Blues»                                    | 6:28     |  |
| 5.     | «Corrina, Corrina» (Tradicional)                                 | 2:44     |  |
| 6.     | «Honey, Just Allow Me One More Chance» (Bob Dylan, Henry Thomas) | 2:01     |  |
| 7.     | «I Shall Be Free»                                                | 4:49     |  |

Primera impresión
Varias copias de una primera impresión incluyeron cuatro canciones («Rocks and Gravel», «Let Me Die in My Footsteps», «Gamblin' Willie's Dead Man's Hand» y «Talkin' John Birch Blues») finalmente reemplazadas por Columbia Records en la edición definitiva. Las copias de esta primera versión de The Freewheelin', tanto en mono como en estéreo, con extremadamente raros. La lista de canciones es la siguiente:
| Cara A |                              |          |  |
| N.º    | Título                       | Duración |  |
| 1.     | «Blowin' in the Wind»        | 2:46     |  |
| 2.     | «Rocks and Gravel»           | 2:21     |  |
| 3.     | «Let Me Die in My Footsteps» | 4:05     |  |
| 4.     | «Down the Highway»           | 3:10     |  |
| 5.     | «Bob Dylan's Blues»          | 2:19     |  |
| 6.     | «A Hard Rain's a-Gonna Fall» | 6:48     |  |

| Cara B |                                                                  |          |  |
| N.º    | Título                                                           | Duración |  |
| 1.     | «Don't Think Twice, It's All Right»                              | 3:37     |  |
| 2.     | «Gamblin' Willie's Dead Man's Hand»                              | 4:11     |  |
| 3.     | «Oxford Town»                                                    | 1:47     |  |
| 4.     | «Corrina, Corrina» (Tradicional)                                 | 2:42     |  |
| 5.     | «Talkin' John Birch Blues»                                       | 3:45     |  |
| 6.     | «Honey, Just Allow Me One More Chance» (Bob Dylan, Henry Thomas) | 1:57     |  |
| 7.     | «I Shall Be Free»                                                | 4:46     |  |

## Personal
| Músicos - Bob Dylan: voz, guitarra acústica, armónica y teclados. - Howie Collins: guitarra. - Leonard Gaskin: bajo. - Bruce Langhorne: guitarra. - Herb Lovelle: batería. - Dick Wellstood: piano. | Equipo técnico - John H. Hammond: productor. - Don Hunstein: fotografía. - Nat Hentoff: notas. - Tom Wilson: productor. |

## Posición en listas
| Año  | País           | Lista           | Posición |
| ---- | -------------- | --------------- | -------- |
| 1963 | Estados Unidos | Billboard 200   | 22       |
| 1964 | Reino Unido    | UK Albums Chart | 1        |

## Certificaciones
| País           | Organismo certificador | Certificación | Ventas certificadas | Ref.  |
| -------------- | ---------------------- | ------------- | ------------------- | ----- |
| Estados Unidos | RIAA                   | Platino       | 1 000 000           | [ 5 ] |
| Reino Unido    | BPI                    | Oro           | 100 000             | [ 6 ] |